# Contea di Gem
La contea di Gem (in inglese Gem County) è una contea dello Stato dell'Idaho, negli Stati Uniti. La popolazione al censimento del 2000 era di 15 181 abitanti. Il capoluogo di contea è Emmett.

## Geografia
La contea si trova nel centro-ovest dello Stato. Si colloca nel nord della pianura del fiume Snake. Il fiume Payette è il principale della contea.

### Contee confinanti
- Contea di Adams - nord
- Contea di Valley - nord-est
- Contea di Boise - est
- Contea di Ada - sud
- Contea di Canyon - sud
- Contea di Payette - ovest
- Contea di Washington - nord-ovest

## Storia
La contea fu creata nel 1915 e deve il suo nome al soprannome dato allo Stato dell'Idaho, ovvero "Gem State" (stato delle gemme).

## Comuni
L'unica city incorporata è Emmett, il capoluogo.